# Lengyel U21-es labdarúgó-válogatott
A Lengyel U21-es labdarúgó-válogatott Lengyelország 21 éven aluli labdarúgó-válogatottja, melyet a lengyel labdarúgó-szövetség irányít.

## U21-es labdarúgó-Európa-bajnokság
- 1978: nem jutott ki
- 1980: nem jutott ki
- 1982: Negyeddöntő
- 1984: Negyeddöntő
- 1986: Negyeddöntő
- 1988: nem jutott ki
- 1990: nem jutott ki
- 1992: Negyeddöntő
- 1994: Negyeddöntő
- 1996: nem jutott ki
- 1998: nem jutott ki
- 2000: nem jutott ki
- 2002: nem jutott ki
- 2004: nem jutott ki
- 2006: nem jutott ki
- 2007: nem jutott ki
- 2009: nem jutott ki
- 2011: nem jutott ki
- 2013: nem jutott ki
- 2015: nem jutott ki

## Olimpiai szereplés
- 1992: Ezüstérmes
- 1996: Nem jutott ki
- 2000: Nem jutott ki
- 2004: Nem jutott ki
- 2008: Nem jutott ki
- 2012: Nem jutott ki

## A csapat kapitányai
- 1987–1989: Bogusław Hajdas
- 1990–1992: Janusz Wójcik
- 1992-1994: Wiktor Stasiuk
- 1994-1995: Mieczysław Broniszewski
- 1996-1997: Edward Lorens
- 1998-1999: Paweł Janas
- 2000-2001: Lesław Ćmikiewicz
- 2002-2003: Edward Klejndinst
- 2004-2005: Władysław Żmuda
- 2006-2010: Andrzej Zamilski
- 2011-2013: Stefan Majewski
- 2013-: Marcin Dorna